# Броварской алюминиевый завод
ТОВ "БРАЗ" (торговая марка BRAZ) входит в состав группы компаний ALUMETA GROUP. Предприятие полного цикла по выпуску алюминиевой продукции было основано в 1979 году. В 2011 году, после ряда инноваций, завод возродил свою деятельность и вошел в число ведущих производственных предприятий Украины.

## История
Броварской завод алюминиевых строительных конструкций, а именно так с начала своего основания назывался нынешний Броварской алюминиевый завод, начал строиться в далеком 1973 году. 25 мая 1973 под каркас главного производственного корпуса была забита первая буронабивная свая, а уже следующая «пятилетка» ознаменовалась принятием в эксплуатацию первого пускового комплекса стройки.
28 декабря 1979 Государственная приемная комиссия подписала все необходимые разрешительные документы. Мощность предприятия в то время составляла 5 тыс. тонн, в том числе 1,5 тыс. тонн алюминиевых строительных конструкций и 3,5 тыс. тонн не анодированного товарного профиля.
С распадом Советского Союза производство постепенно пошло на спад, а затем и вообще остановилось. Поскольку завод в тот период де-юре принадлежал Киеву, в 1999 году столичные власти принимает решение о ликвидации предприятия. До 2008 года никаких «подвижек» не зафиксировано. Промышленный гигант тихо погибает.
БЗАСК стал первым в Украине предприятием по выпуску алюминиевых профилей и конструкций. Подобных производств в СССР было всего три: в Броварах, в Подмосковье и на Урале. Однако, и в то время наш[уточнить] завод был крупнейшим по объёмам производства.
С 2011 года завод становится частью промышленной группы ALUMETA GROUP, а на его базе образуется предприятие ООО «Броварской алюминиевый завод». Предприятие претерпевает ряд структурных и управленческих изменений, в результате чего, сохраняя профиль деятельности, существенно меняет принципы работы:
- Переходит на круглосуточный режим.
- Модернизирует производство и расширяет перечень выпускаемой продукции. Теперь Броварской завод становится поставщиком алюминиевого профиля, строительных алюминиевых конструкций, литых заготовок различного диаметра. Компания начинает выпуск товаров широкого потребления и открывает линию по нанесению гальванического покрытия.
- Занимает лидирующие позиции на рынке алюминия в Украине.
- Проходит сертификацию по системе менеджмента качества в соответствии с требованиями стандарта ISO 9001:2015.

По состоянию на 2021 год Броварской алюминиевый комбинат имеет контракты на поставку продукции в 30 государств, внедряет новые технологии и совершенствует систему управления в соответствии с международными стандартами качества.
Ежеквартальная производительная мощность в настоящее время составляет 5400 тонн и это далеко не предел возможностей.
В ассортименте завода более 12470 видов алюминиевого профиля, мы работаем с 30 странами мира. Это Польша, Германия, Франция, страны Балтии и Ближнего Востока.

## Особенности
На возрождение завода инвестировали в строительство этого объекта около 3 млн долларов, ведь остановка производства даже на несколько часов стоила бы гораздо больше. Если потушить печи и дать им охладиться, обратный процесс слишком тяжелый и затратный
- 5 производственных цехов, литейное и экструзионное производство, собственная лаборатория, участок упаковки готовой продукции
- Замкнутый цикл производства с переработкой собственных отходов, из которых добывается порядка 30 % алюминия.
- Переработка вторсырья для сохранения экологической чистоты и уменьшения зависимости от внешних поставщиков сырья и материалов.
- Ежегодный объём производства — 22000 тонн готовых деталей из алюминия по европейским и мировым стандартам.

## Технологии
Замкнутый цикл производства включает работу нескольких постоянно загруженных цехов:
Литейное производство цилиндрических слитков деформируемых сплавов. Завод выпускает алюминиевые слитки длиной до 6000 мм различных диаметров: 125, 145, 152, 178, 190, 240 мм из сплавов: АД0, АД00 по ГОСТ 4784—97, АД31 по ГОСТ 23855—79 и европейских сплавов 6060, 6063, 6005А по EN 573.
Экструзионное производство позволяет выпускать прессованные профили из алюминиевых сплавов — универсальные конструкционные материалы. В цехе установлены линии с 5 прессами скоростного прессования, состоящих из горизонтального гидравлического пресса, приемного конвейера, пуллера, стола-холодильника, растяжной машины и линии резки.
Цех анодного покрытия выпускает изделия с различной толщиной покрытия от 6 до 21 мм в зависимости от будущих условий эксплуатации. Предприятие пользуется химическим и электрохимическим методом анодирования, получая различные цвета, устойчивые к многолетнему воздействию солнечного света и атмосферных факторов.
Цех полимерного покрытия выпускает алюминиевые профили всех возможных цветов по каталогу RAL.
Цех механической обработки позволяет выпускать детали для строительства, машиностроения, промышленности, авиа ракетостроения. Установлена автоматическая линия штамповки профиля мощностью 12 тыс. метров профиля в сутки. Для порезки применяют двухголовую пилу Wegoma с возможностью регулировки угла резки от 90° до 45°.
Цех обработки поверхности позволяет выполнять абразивную обработку профилей стальной нержавеющей дробью для матовой поверхности; полировочную обработку текстильными полировочными кругами для зеркальной поверхности. Установка браширования придает изделию текстуру для применения в мебельной и других отраслях.
Инструментальный цех выполняет работу по чертежам заказчика и позволяет выпускать матричный инструмент с дальнейшей азотацией для повышения его прочности.

## Выпускаемая продукция
Новацией, которая сейчас активно разрабатывается и внедряется является производство комплектующих для солнечной энергетики. С использованием алюминия это направление и для Украины, и для стран с более суровым климатом становится действительно экономически целесообразным, ускоряется период окупаемости данных эко-электростанций. Поэтому профиль для этой отрасли весьма интересен.
Алюминий — это лучшее решение для солнечной энергетики, это материал, который не поддается коррозии и использование именно этого металла в прогрессивных разработках будущего, в частности, солнечных батарей.
Ассортимент выпускаемой продукции включает:
- электротехнические профили;
- профили для декоративных работ;
- профили для светопрозрачных конструкций;
- профили для натяжных потолков;
- специализированные профили;
- мебельные трубы;
- алюминиевые трубы;
- пруты и другие изделия из алюминия.

Ещё одна новация завода — легкие, экологические, эргономические и экономные ЛЕД-светильники.
Разработка уникальных павильонов ожидания с рекламными мониторами, отражением графика движения общественного транспорта, возможностью пополнения мобильного счета и даже кондиционером
Благодаря производственным мощностям, Броварской алюминиевый завод может изготовить продукцию из алюминия любого размера, текстуры и цвета.

## Сертификация
Продукция соответствует всем требованиям стандартов, связанных с нормативными документами по СЕ маркировке:
регламента ЕС 305/2011;
директивы ЕС RoHS (№ 2011/65/EU);
регламента REACH (№ 1907/2006).
Алюминиевая продукция проходит постоянный контроль и соответствует международным стандартам качества и безопасности. Продукция прошла сертификацию по стандартам ISO: ISO 9001: 2009, ISO 9001: 2008, ISO 9001: 2015(до 2019 р.).